# Pandémie de Covid-19 en Serbie
- Aucun cas
- 1 à 35 cas confirmés
- 39 à 138 cas confirmés
- 151 à 1014 cas confirmés
- 1882 cas confirmés

La pandémie de Covid-19 en Serbie démarre officiellement le 6 mars 2020. À la date du 18 septembre 2022, le bilan est de 16 874 morts.

## Propagation de la pandémie
Entre le 19 mars et le 1er juin 2020, les autorités recensent 244 décès dus au coronavirus. Toutefois, le site d’investigation BIRN avance à la mi-juin que le gouvernement serbe a dissimulé près des deux tiers des décès. Les chiffres réels — 632 morts — auraient été obtenus en recoupant les chiffres communiqués par les différents hôpitaux du pays. En outre, entre le 17 et le 20 juin, la Serbie comptait environ 300 nouvelles contaminations chaque jour, et non pas la centaine annoncée par le gouvernement.
La Grèce annonce le 6 juillet 2020 la fermeture de ses frontières aux touristes serbes alors que la propagation de la pandémie dans ce pays semble échapper à tout contrôle. La ville de Sabac et la région de Novi Pazar seraient particulièrement atteintes, alors que les hôpitaux ne sont pas capables de faire face à l'afflux de patients. Le gouvernement du président Aleksandar Vucic est également très critiqué pour ne pas avoir envoyé l'aide nécessaire et avoir caché la situation sanitaire dans le pays.
Le pays connait une nouvelle flambée épidémique à la fin de l'été 2021. 

## Manifestations contre le gouvernement
Des manifestations éclatent en juillet en protestation contre l'incohérence des autorités. Après avoir longtemps minimisé l'ampleur de la pandémie et revendiqué une « victoire contre le virus », celles-ci ont subitement déclaré à partir du 10 juillet une nouvelle période de confinement. Plutôt que de reconnaitre des erreurs dans sa gestion de la crise, le président Aleksandar Vucic a culpabilisé ses citoyens : « Nous nous sommes trop relâchés, nous avons fait de nombreuses erreurs, et la responsabilité individuelle de chacun d'entre nous est engagée. » Sans donner plus de précisions, Aleksandar Vucic a déclaré qu'une « influence étrangère » pouvait être derrière les manifestations. Un journal proche du pouvoir, Kurir, a désigné la Russie responsable.

## Vaccination
La Chine met à la disposition de la Serbie un million de doses du vaccin Sinopharm en janvier 2021. Le président serbe déplore de son côté le manque de solidarité de l'Union européenne tout en remerciant la Chine pour son aide.

Nombre de cas déclarés (bleu) et décès (rouge) en échelle logarithmique. Les différences quotidiennes sont indiquées en pointillés.